# Jan Pavlíček (voják)
Jan Pavlíček ( 23. prosince 1917 Palkovice – 12. června 2010 Ostrava) byl příslušník československé zahraniční armády, plukovník v.v.

## Život
Vystudoval gymnázium v ostravském Přívozu. Během studií v Praze se (po německé okupaci Čech, Moravy a Slezska) na podzim roku 1939 zúčastnil protinacistických demonstrací. Po obsazení vysokoškolských kolejí německou armádou ilegálně emigroval do Maďarska a odtud se přes Jugoslávii, Řecko,Turecko, Sýrii a Libanon dostal do Francie, kde dne 16. dubna 1940 vstoupil do cizinecké legie. Po vojenské porážce Francie v roce 1940 byl spolu s ostatními Čechoslováky evakuován do Anglie, kde se stal příslušníkem Československé samostatné obrněné brigády, se kterou se zúčastnil obléhání Dunkerque.
Po skončení 2. světové války pracoval u pozemkového fondu a poté ve vedení ostravských dolů. Byl předsedou ostravské pobočky Československé obce legionářské. U příležitosti 60. výročí ukončení 2. světové války mu prezident Francouzské republiky udělil Řád čestné legie.